# Antiretroviral

Descripció esquemàtica del mecanisme de les quatre classes de medicaments antivirals actualment disponibles contra el VIH

Un antiretroviral (ARV) és un fàrmac destinat a combatre infeccions d'origen víric. Un dels primers antiretrovirals comercialitzat i probablement el més conegut sigui la zidovudina o AZT, que va significar el primer tractament efectiu contra la sida i la infecció per VIH, tot i això va deixar d'utilitzar-se pels seus problemes de toxicitat en tractaments crònics.
Habitualment s'utilitza un conjunt de diverses combinacions de tres o quatre fàrmacs es coneix com a Teràpia Antiretroviral de Gran Activitat (TARGA).
L'estudi START (2015) va demostrar la necessitat d'iniciar el tractament antiretroviral ja en fase asimptomàtica de la infecció per VIH.

## Classes de fàrmacs
Els mecanismes d'acció d'aquests fàrmacs poden afectar un o diversos punts del cicle de replicació del virus.

### Inhibidors de l'entrada
Els inhibidors de l'entrada (també anomenats inhibidors de la fusió) Impedeixen que glicoproteïnes específiques de l'embolcall o la càpside del virus puguin actuar sobre les membranes de les cèl·lules diana. Poc utilitzats.
Fàrmacs comercialitzats al mercat espanyol.
- Enfuvirtida (ENF) (Fuzeon), enllaçant-se amb gp41
- Maraviroc (MVC) (Celsentry), enllaçant-se amb CCR5

### Inhibidors de la transcriptasa inversa
Els inhibidors de la transcriptasa inversa bloquegen la funció de la transcriptasa inversa, un enzim viral que el VIH requereix per a la seva reproducció. La inhibició d'aquest enzim impedeix el desenvolupament de l'ADN viral basat en el seu ARN. Existeixen tres classes:

#### Inhibidors de la transcriptasa anàlegs dels nucleòsids/nucleòtids
Coneguts per la seva abreviatura ITIAN. Els ZDV, ddI i d4T són els que tenen una major toxicitat.
Fàrmacs comercialitzats al mercat espanyol.
- Zidovudina (AZT) (EFG, Retrovir)
- Didanosina (ddI) (Videx)
- Estavudina (d4T) (Zerit)
- Lamivudina (3TC) (EFG, Epivir)
- Abacavir (ABC) (Ziagen)
- Emtricitabina (FTC) (Emtriva)
- Abacavir (ABC) (Ziagen)
- Tenofovir (TNV) (Viread)

#### Inhibidors de la transcriptasa no nucleòsids
Aquests inhibidors (ITINN) inhibeixen la transcriptasa inversa mitjançant la unió a un lloc al·lostèric de l'enzim. Tots ells, a excepció de RPV, són inductors d'alguns isoenzims del citocrom p450 podent interaccionar amb altres fàrmacs.
Fàrmacs comercialitzats al mercat espanyol.
- Nevirapina (NVP) (EFG, Viramune)
- Efavirenz (EFV) (EFG, Sustiva)
- Etravirina (ETR) (Intelence)
- Rilpivirina (RPV) (Edurant)

### Inhibidors de la integrasa
Els inhibidors de la integrasa (II) inhibeixen l'enzim integrasa viral, que és responsable de la integració de l'ADN viral en l'ADN de la cèl·lula infectada.
Fàrmacs comercialitzats al mercat espanyol.
- Raltegravir (RAL) (Isentress)
- Elvitegravir (EVG) (només combinat)
- Dolutegravir (DTG) (Tivicay)

### Inhibidors de la proteasa
Els inhibidors de la proteasa (IP) bloquegen l'enzim proteasa viral necessari per produir virions madurs en potència de la membrana host. En particular, aquests medicaments bloquegen a l'escissió de les proteïnes precursores gag i gag/pol.
Fàrmacs comercialitzats al mercat espanyol.
- Saquinavir (SQV) (Invirase)
- Ritonavir (RTV) (Norvir)
- Indinavir (IDV) (Crixivan)
- Lopinavir (LPV) (només associat al ritonavir)
- Atazanavir (ATV) (Reyataz)
- Fosamprenavir (FPV) (Telzir )
- Tipranavir (TPV) (Aptivus)
- Darunavir (DRV) (Prezista)

### Combinacions fixes
Fàrmacs comercialitzats al mercat espanyol.
Inhibidors de la transcriptasa inversa (ITI)
- Combivir = AZT + 3TC
- Trizivir = ABC + AZT + 3TC
- Kivexa = ABC + 3TC
- Juluca = DRV + RPV
- Truvada = TNV + FTC
- Atripla = TNV + FTC + EFV
- Eviplera i Odefsey = TNV + FTC + RPV

Inhibidors de la proteasa (IP)
- Kaletra = LPV + RTV

Amb cobicistatEl cobicistat és un potent inhibidor dels enzims del 3A del citocrom p450, inhibint els enzims hepàtics que metabolitzen altres antiretrovirals, en particular elvitegravir.
ITI amb inhibidors de la integrasa (II)
- Stribild i Genvoya = TNV + FTC + EVG + co
- Triumeq = DTG + ABC + 3TC

Inhibidor de la proteasa (IP/c)
- Rezolsta = DRV + co

## Teràpia combinada
El VIH té un cicle vital que pot ser tan curt com d'1,5 dies, des del acoblament en una cèl·lula infectada fins a la infecció d'una nova cèl·lula. El VIH utilitza la transcriptasa inversa per intervenir la seva conversió d'ARN a ADN. Aquest enzim no corregeix errors, i proporciona variabilitat de còpies. Atès que la vida mitjana del virus és curta i les còpies d'ADN són altament variades, per l'alta quantitat d'errors de transcripció, hi ha una alta taxa de mutació. Moltes de les mutacions són inferiors al virus original (freqüentment perden l'habilitat de reproduir-se) o no impliquen cap avantatge, però algunes són superiors al virus base i poden habilitar al virus per a resistir el tractament antiretroviral.
Quan s'utilitzen fàrmacs antiretrovirals incorrectament, les soques resistents a múltiples fàrmacs es poden convertir molt ràpidament en les formes dominants. La millor defensa contra la resistència és així la supressió màxima del virus, ja que reduint la quantitat de còpies actives es redueix la taxa de mutació. Per assolir-ho, les combinacions d'antiretrovirals actuen incrementant el nombre d'obstacles per a la mutació viral, i com que els agents antiretrovirals individualment no suprimeixen la infecció per VIH a llarg termini, s'han d'utilitzar en combinacions.

### Pautes de tractament
A 2017 se sol aconsellar les següents TARGA:
- 2 ITIAN + II
- 2 ITIAN + ITINN
- 2 ITIAN + IP